# فولوديمير كومان
فولوديمير كومان (بالأوكرانية: Коман Володимир Михайлович)‏ هو لاعب كرة قدم ومدرب كرة قدم أوكراني في مركزي الوسط والهجوم، ولد في 20 فبراير 1964 في أوجهورود في أوكرانيا. شارك مع منتخب أوكرانيا لكرة القدم. أما مع النوادي، فقد لعب مع دينامو كييف.